# Zoran Piperović
Zoran Piperović (Ulcinj, 9 septembar 1956) crnogorski је advokat, publicista, bivši sudija i zamjenik državnog tužioca Crne Gore.

## Biografija
Završio je Pravni fakultet u Beogradu. Bio je u braku više od četiri decenije sa sada pokojnom Vesnom Piperović. Ima dva sina, Đorđija i Luku, unuka Vuka i unuku Kataleju. Živi i radi na relaciji Ulcinj - Podgorica.

## Karijera
Advokat Piperović branitelj je u mnogim poznatim slučajevima u fokusu crnogorske javnosti. Bio je pravni zastupnik porodice Slobodana Miloševića u predmetu Vile u Tolstojevoj 33, kao i advokat u predmetima vodećih crnogorskih biznismena Ratka Kneževića, Duška Kneževića, Veselina Barovića, Žarka Burića. Zoran Piperović bio je i branilac u predmetu takozvana "deportacija muslimana", zastupao je ruskog tajkuna Sergeja Polonskog u maratonskom slučaju afera Zavala Branilac je okrivljenih u aferi Telekom, kao i okrivljenog Šaranović Slobodan, zatim Vračar Ivan u slučaju ubistvo Frica Dudića, branio je i Šćepana Bujić u slučaju ubistvo braće Gojačanin. Zastupao je protojereja-stavrofora Srpske pravoslavne crkve ( SPC) dr Džomić Velibora u trenutku kada mu je država Crna Gora bila uskratila boravak na teritoriji Crne Gore. Advokat Piperović bio je i branilac u aferi Mašan kada je zastupao bivšeg pripadnika Crvenih beretki (JSO) pukovnika Vasilija Mijovića. Zastupa i  bivšu ambasadorku Crne Gore u UAE u tužbi protiv predsjednika Vlade, Zdravka Krivokapića i ministra vanjski poslova Đorđa Radulovića.
Branilac je i braće Roganović u Herceg Novom procesu ubistvo vođe Delija Vesić Marka, kao i Igora Vukotića i Alan Kožara, tzv. vođa Škaljarskog klana.
Advokat Piperović branilac je Velibora Miloševića, bivšeg viceguvernera Centralne banke Crne Gore i Nenada Vujoševića, sekretara Vrhovnog državnog tužilaštva u krivičnim predmetima stvaranja kriminalne organizacije gdje je kao vođa označen Knežević Duško, vlasnik Atlas Grupe.
Branilac je i nekadašnjeg pomoćnika direktora Uprave policije Zorana Lazovića u procesu koju se po optužnici   Specijalnog državnog tužilaštva  vodi u Specijalnom odjeljenju Višeg suda u Podgorici  Zastupa i  funkcionera Demokratske partije socijalista i bivšeg ministra odbrane Crne Gore,  Predraga Boškovića u slučaju "Stanovi", kao  i  specijalnu tužiteljku Lidiju Mitrović 
Piperović zastupa i biznismene Aleksandra Mijajlovića i Đorđija Pavićevića koji su  procesuirani u akcijama  Specijalnog državnog tužilaštva i pravni zastupnik je nekih od najvećih kompanija na crnogorskom tržištu poput  BEMAX i FAB LIVE .
Pravni zastupnik je i crnogorskog biznismena Branka Ćupića.
Objavio je i pet knjige, među kojima i "Moldavka, Istinita priča" i "Moldavka, Povratak iz pakla", koje su rasprodate u nekoliko hiljada primjeraka. Piperović je i zapaženi kolumnista, kao i komentator aktuelnih dešavanja u crnogorskim medijima.
Zoran Piperović aktivno se u mladosti bavio i košarkom, a danas je i član je Upravnog odbora Košarkaškog Saveza Crne Gore.

## Afera Moldavka
Zoran Piperović u javnosti je poznat i kao akter u jednoj od najvećih političkih afera u novijoj crnogorskoj istoriji, slučaju S.Č.
Godine 2002. Moldavka, poznata samo po inicijalima bila je zloupotrebljena za aferu. Cilj afere bio je uticaj na političke procese u zemlji i zaustavljanje Crne Gore na njenom putu ka nezavisnosti.
Dvanaest godina nakon izbijanja “afere S.Č.”, prvooptuženi u sudskom procesu za trgovinu ljudima, advokat Zoran Piperović, 2014. godine dobio je sudski spor u kome je glavna svjedokinja optužbe, moldavska državljanka S.Č., osuđena zbog davanja lažnog iskaza i to na zatvorsku kaznu od godinu dana. Presudu je donjelo sudsko vijeće Višeg suda u Podgorici sačinjeno isključivo od žena, uvaženih sutkinja Hasnijae Simonović, Evice Durutović i predsjednice vijeća Milijane Pavlicević ( Presuda 1214/2014 od 21.10.2014) Za Moldavkom je raspisana i crvena Interpolova potjernica.

## Djela
Objavio je pet knjiga:
- Moldavka: Istinita priča
- Moldavka: Povratak iz pakla [40]
- Od onomad pa do dan danji [41]
- Iza pučine ne stoji niko
- Plićak duše

U svojim prvim knjigama, "Moldavka: Istinita priča" i "Moldavka: Povratak iz pakla", Zoran Piperović je dokumentovao dešavanja oko afere S.Č., kreirane sa namjerom da se diskredituje istaknuta tužilačka karijera autora, kao i da se utiče na političke procese u Crnoj Gori i regionu. Romansirana i dramatizovana dokumentarna  građa knjiga, utemeljila je prepoznatljiv izraz autora i učinila ga jednim od najčitanijih crnogorskih publicista.
2019 godine izdaje svoju treću knjigu, "HRONIKE: OD ONOMAD, PA DO DAN DANJI". Knjiga predstavlja originalnu sintezu dokumentarističke i lirske naracije, kao i svojevrsnu istoriju savremene crnogorske politike.
Prepoznatljivu sintezu autobiografskog, dokumentarnog i lirskog stila naracije, Piperović nastavlja i u svojoj četvrtoj knjizi "DNEVNIK: IZA PUČINE NE STOJI NIKO". Ova knjiga, objavljena 2020,  hronika je događaja i razmišljanja u godini koja je mnogo toga presudnog donijela kako za autora, tako i za političku realnost Crne Gore.